# Пинчук, Сергей Иванович
Сергей Иванович Пинчук (род. 28 апреля 1948, Свердловск, РСФСР, СССР) — российский математик, доктор физико-математических наук, (1980), профессор (1982).

## Биография
Окончил в 1971 году механико-математический факультет Московского государственного институт, в 1974 году под руководством Б.В. Шабата защитил кандидатскую диссертацию.
С 1974 года работал в Челябинском политехническом институте: старший преподаватель, доцент. С 1982 по 1995 год — заведующий кафедрой высшей алгебры и геометрии Башкирского государственного университета (ныне Уфимский университет науки и технологий).
С 1995 года — профессор Южно-Уральского университета (Челябинск), одновременно профессор университета штата Индиана (Блумингтон, США).
Результат 1974 года известен как теорема Пинчука — граничная теорема единственности для голоморфных функций нескольких комплексных переменных. Автор принципа симметрии Леви — Пинчука и метода растяжений Пинчука[уточнить]. Распространил теорему Боголюбова об «острие клина» на вполне вещественные и порождающие подмногообразия {\displaystyle \mathbb {C} ^{n}}. Нашёл контрпример к вещественному варианту проблемы якобиана в строгой формулировке.

## Публикации
- Публикации С. И. Пинчука Архивная копия от 13 ноября 2017 на Wayback Machine
- Публикации С. И. Пинчука в США Архивная копия от 11 ноября 2017 на Wayback Machine